# Championnat du monde féminin de volley-ball 2022
Navigation
Japon 2018 Thaïlande 2025
Le Championnat du monde féminin de volley-ball 2022 est la 19e édition du Championnat du monde féminin de volley-ball organisé par la Fédération internationale de volley-ball (FIVB). Le tournoi final est coorganisé par les Pays-Bas et la Pologne du 23 septembre au 15 octobre 2022.

## Format de la compétition

### Phase de poules
- 24 équipes reparties dans 4 groupes de 6.
- Les quatre premiers de chaque groupe sont qualifiés pour la deuxième phase, soit 16 équipes.
- Lors de la deuxième phase, les équipes qualifiées issues de la Poule A seront versées dans la Poule E en compagnie des équipes qualifiées de la Poule D.  De la même manière, les équipes qualifiées dans la Poule B seront dans la Poule F avec les quatre équipes venant de la Poule C. Dans cette phase comportant donc 2 poules de 8 équipes, chaque équipe rencontrera celles venant de l'autre poule. Par exemple, les quatre équipes arrivant de la Poule A affronteront uniquement celles de la Poule D sans se rencontrer de nouveau entre elles.
- À l'issue de cette deuxième phase, les quatre meilleures équipes de chaque poule seront qualifiées pour la phase finale (soit huit équipes).
- Le classement général se fait de la façon suivante :

1. plus grand nombre de victoires ;
2. plus grand nombre de points ;
3. plus grand ratio de sets pour/contre ;
4. plus grand ratio de points pour/contre ;
5. Résultat de la confrontation directe ;
6. si, après l’application des critères 1 à 5, plusieurs équipes sont toujours à égalité, les critères 1 à 5 sont à nouveau appliqués exclusivement aux matches entre les équipes concernées afin de déterminer leur classement final.

### Phase finale
Les 8 équipes qualifiées s'affronteront en quarts de finale. Les vainqueurs des quarts de finale joueront les demi-finales puis la finale afin de désigner le vainqueur tandis que les perdants des demi-finales joueront la troisième place.

## Équipes présentes
Les qualifications permettront de qualifier 24 équipes qui participeront à la compétition. Les Pays-Bas et la Pologne en tant que pays hôtes et la Serbie en tant que tenant du titre sont qualifiés d'office. Les 22 places restantes sont attribuées selon les résultats de chaque championnat continental : les deux équipes finalistes sont qualifiées pour ce Championnat du monde. Dans le cas où elle est déjà qualifiée en tant que pays hôte ou champion en titre, elle sera remplacée par l'équipe classée 3e du championnat continental concerné. Il y a donc : deux pour Afrique, deux pour l'Asie, deux pour l'Amérique du Nord, deux pour l'Amérique du Sud et deux pour l'Europe. Les neuf places restantes sont attribuées selon le classement mondial au 31 octobre 2021 .

Le 1er mars 2022, la FIVB a déclaré la Russie et la Biélorussie inéligibles pour les compétitions continentales et mondiales à la suite de l'Invasion de l'Ukraine par la Russie en 2022. La Russie s'est donc faite retirer de la compétition et s'est fait remplacer par la Croatie en tant qu'équipe non qualifiée la mieux classée au classement mondial,.
| Afrique        | Amérique du Nord                                    | Amérique du Sud           | Asie                                          | Europe |
| -------------- | --------------------------------------------------- | ------------------------- | --------------------------------------------- | --- |
| Cameroun Kenya | États-Unis Canada Porto Rico République dominicaine | Argentine Brésil Colombie | Japon Chine Corée du Sud Kazakhstan Thaïlande | Allemagne Belgique Bulgarie Italie Pays-Bas (hôte) Pologne (hôte) Russie Croatie Serbie (tenant) Tchéquie Turquie |

## Sites
| Arnhem Rotterdam Apeldoorn |

| Gdańsk Łódź Gliwice |

## Déroulement de la compétition

### Composition des groupes
| Poule A                                                   | Poule B                                                                                | Poule C                                                                         | Poule D                                                        |
| --------------------------------------------------------- | -------------------------------------------------------------------------------------- | ------------------------------------------------------------------------------- | -------------------------------------------------------------- |
| Site : Pays-Bas Italie Belgique Porto Rico Cameroun Kenya | Site : Pays-Bas/ Pologne Turquie République dominicaine Corée du Sud Thaïlande Croatie | Site : Pays-Bas/ Pologne États-Unis Serbie Allemagne Bulgarie Canada Kazakhstan | Site : Pays-Bas Brésil Chine Japon Colombie Argentine Tchéquie |

### Premier tour

#### Poule A
| # | Équipe     | Pts | J | G | Gt | Pt | P | Sp | Sc | Ratio | Pp  | Pc  | Ratio |
| 1 | Italie     | 15  | 5 | 5 | 0  | 0  | 0 | 15 | 2  | 7.5   | 431 | 328 | 1.314 |
| 2 | Belgique   | 12  | 5 | 4 | 0  | 0  | 1 | 13 | 4  | 3.25  | 417 | 331 | 1.26  |
| 3 | Pays-Bas   | 9   | 5 | 3 | 0  | 0  | 2 | 11 | 7  | 1.571 | 413 | 357 | 1.157 |
| 4 | Porto Rico | 6   | 5 | 2 | 0  | 0  | 3 | 7  | 10 | 0.7   | 371 | 382 | 0.971 |
| 5 | Kenya      | 3   | 5 | 1 | 0  | 0  | 4 | 4  | 12 | 0.333 | 289 | 383 | 0.755 |
| 6 | Cameroun   | 0   | 5 | 0 | 0  | 0  | 5 | 0  | 15 | 0     | 237 | 377 | 0.629 |

| Date             | Lieu   | Match                 | Résultat | Sets  | Sets  | Sets  | Sets  | Sets | Total Points | Rapport   |
| Date             | Lieu   | Match                 | Résultat | 1     | 2     | 3     | 4     | 5    | Total Points | Rapport   |
| ---------------- | ------ | --------------------- | -------- | ----- | ----- | ----- | ----- | ---- | ------------ | --------- |
| 23.09.22 à 20:00 | Arnhem | Pays-Bas - Kenya      | 3 - 0    | 25-11 | 25-17 | 25-11 | –     | –    | 75-64        | RapportP2 |
| 24.09.22 à 14:00 | Arnhem | Belgique - Porto Rico | 3 - 0    | 25-15 | 27-25 | 25-15 | –     | –    | 77-55        | RapportP2 |
| 24.09.22 à 15:00 | Arnhem | Italie - Cameroun     | 3 - 0    | 25-10 | 25-12 | 25-16 | –     | –    | 75-38        | RapportP2 |
| 25.09.22 à 13:00 | Arnhem | Belgique - Kenya      | 3 - 0    | 25-15 | 25-14 | 25-11 | –     | –    | 75-40        | RapportP2 |
| 25.09.22 à 16:00 | Arnhem | Pays-Bas - Cameroun   | 3 - 0    | 25-11 | 25-20 | 25-13 | –     | –    | 75-44        | RapportP2 |
| 26.09.22 à 18:00 | Arnhem | Italie - Porto Rico   | 3 - 0    | 28–26 | 25–21 | 26–24 | –     | –    | 79–71        | RapportP2 |
| 27.09.22 à 18:00 | Arnhem | Italie - Belgique     | 3 - 1    | 21–25 | 30–28 | 29–27 | 25–9  | –    | 105–89       | RapportP2 |
| 27.09.22 à 20:00 | Arnhem | Cameroun - Kenya      | 0 - 3    | 20–25 | 25–27 | 19–25 | –     | –    | 64–77        | RapportP2 |
| 28.09.22 à 20:00 | Arnhem | Pays-Bas - Porto Rico | 3 - 1    | 23–25 | 25–20 | 25–16 | 25–15 | –    | 98–76        | RapportP2 |
| 29.09.22 à 18:00 | Arnhem | Italie - Kenya        | 3 - 0    | 25–15 | 25–23 | 25–17 | –     | –    | 75-55        | RapportP2 |
| 29.09.22 à 21:00 | Arnhem | Porto Rico - Cameroun | 3 - 0    | 25–23 | 25–16 | 25–11 | –     | –    | 75–50        | RapportP2 |
| 30.09.22 à 20:00 | Arnhem | Pays-Bas - Belgique   | 1 - 3    | 16–25 | 23–25 | 26–24 | 25–27 | –    | 90-101       | RapportP2 |
| 01.10.22 à 16:00 | Arnhem | Porto Rico - Kenya    | 3 - 1    | 25–15 | 19–25 | 25–18 | 25–20 | –    | 94–78        | RapportP2 |
| 02.10.22 à 13:00 | Arnhem | Belgique - Cameroun   | 3 - 0    | 25–8  | 25–19 | 25–14 | –     | –    | 75–41        | RapportP2 |
| 02.10.22 à 16:00 | Arnhem | Pays-Bas - Italie     | 1 - 3    | 13–25 | 25–22 | 16–25 | 21–25 | –    | 75–97        | RapportP2 |

#### Poule B
| # | Équipe                 | Pts | J | G | Gt | Pt | P | Sp | Sc | Ratio | Pp  | Pc  | Ratio |
| 1 | Turquie                | 11  | 5 | 2 | 2  | 1  | 0 | 14 | 7  | 2     | 468 | 396 | 1.182 |
| 2 | Thaïlande              | 10  | 5 | 2 | 2  | 0  | 1 | 12 | 7  | 1.714 | 419 | 392 | 1.069 |
| 3 | République dominicaine | 11  | 5 | 3 | 0  | 2  | 0 | 13 | 7  | 1.857 | 457 | 401 | 1.14  |
| 4 | Pologne                | 10  | 5 | 3 | 0  | 1  | 1 | 12 | 7  | 1.714 | 441 | 382 | 1.154 |
| 5 | Corée du Sud           | 3   | 5 | 1 | 0  | 0  | 4 | 3  | 13 | 0.231 | 283 | 398 | 0.711 |
| 6 | Croatie                | 0   | 5 | 0 | 0  | 0  | 5 | 2  | 15 | 0.133 | 326 | 425 | 0.767 |

| Date             | Lieu   | Match                                 | Résultat | Sets  | Sets  | Sets  | Sets  | Sets  | Total Points | Rapport   |
| Date             | Lieu   | Match                                 | Résultat | 1     | 2     | 3     | 4     | 5     | Total Points | Rapport   |
| ---------------- | ------ | ------------------------------------- | -------- | ----- | ----- | ----- | ----- | ----- | ------------ | --------- |
| 23.09.22 à 18:00 | Arnhem | Pologne - Croatie                     | 3 - 1    | 25-19 | 21-25 | 25-23 | 25-15 | –     | 96-82        | RapportP2 |
| 24.09.22 à 13:00 | Arnhem | Turquie - Thaïlande                   | 2 - 3    | 25-17 | 29-31 | 25-22 | 19-25 | 13-15 | 111-110      | RapportP2 |
| 24.09.22 à 18:30 | Arnhem | République dominicaine - Corée du Sud | 3 - 0    | 25-19 | 25-12 | 25-15 | –     | –     | 75-46        | RapportP2 |
| 27.09.22 à 14:00 | Gdańsk | Turquie - Corée du Sud                | 3 - 0    | 25–14 | 25–13 | 25–13 | –     | –     | 75–40        | RapportP2 |
| 27.09.22 à 17:30 | Gdańsk | République dominicaine - Croatie      | 3 - 0    | 25–20 | 25–15 | 25–21 | –     | –     | 75–56        | RapportP2 |
| 27.09.22 à 20:30 | Gdańsk | Pologne - Thaïlande                   | 3 - 0    | 25–17 | 25–17 | 25–17 | –     | –     | 75–51        | RapportP2 |
| 28.09.22 à 14:00 | Gdańsk | Thaïlande - Croatie                   | 3 - 0    | 25–18 | 25–13 | 25–21 | –     | –     | 75–52        | RapportP2 |
| 28.09.22 à 17:30 | Gdańsk | Turquie - République dominicaine      | 3 - 2    | 21–25 | 25–21 | 25–18 | 16–25 | 15–13 | 102–101      | RapportP2 |
| 28.09.22 à 20:30 | Gdańsk | Pologne - Corée du Sud                | 3 - 0    | 25–17 | 25–18 | 25–16 | –     | –     | 75–51        | RapportP2 |
| 29.09.22 à 14:00 | Gdańsk | Corée du Sud - Thaïlande              | 0 - 3    | 13–25 | 15–25 | 14–25 | –     | –     | 42–75        | RapportP2 |
| 29.09.22 à 17:30 | Gdańsk | Turquie - Croatie                     | 3 - 0    | 25–14 | 25–12 | 25–12 | –     | –     | 75–38        | RapportP2 |
| 29.09.22 à 20:30 | Gdańsk | Pologne - République dominicaine      | 1 - 3    | 25–18 | 22–25 | 21–25 | 21–25 | –     | 89–93        | RapportP2 |
| 01.10.22 à 14:00 | Gdańsk | République dominicaine - Thaïlande    | 2 - 3    | 29–31 | 25–16 | 25–21 | 22–25 | 11–15 | 112–108      | RapportP2 |
| 01.10.22 à 17:30 | Gdańsk | Corée du Sud - Croatie                | 3 - 1    | 25–21 | 27–29 | 27–25 | 25–23 | –     | 104–98       | RapportP2 |
| 01.10.22 à 20:30 | Gdańsk | Pologne - Turquie                     | 2 - 3    | 25–22 | 23–25 | 22–25 | 25–18 | 11–15 | 106–105      | RapportP2 |

#### Poule C
| # | Équipe     | Pts | J | G | Gt | Pt | P | Sp | Sc | Ratio | Pp  | Pc  | Ratio |
| 1 | Serbie     | 14  | 5 | 4 | 1  | 0  | 0 | 15 | 2  | 7.5   | 412 | 328 | 1.256 |
| 2 | États-Unis | 12  | 5 | 4 | 0  | 0  | 1 | 12 | 4  | 3     | 383 | 303 | 1.264 |
| 3 | Canada     | 8   | 5 | 2 | 1  | 0  | 2 | 9  | 9  | 1     | 383 | 375 | 1.021 |
| 4 | Allemagne  | 7   | 5 | 2 | 0  | 1  | 2 | 8  | 10 | 0.8   | 393 | 387 | 1.016 |
| 5 | Bulgarie   | 4   | 5 | 1 | 0  | 1  | 3 | 8  | 12 | 0.667 | 417 | 464 | 0.899 |
| 6 | Kazakhstan | 0   | 5 | 0 | 0  | 0  | 5 | 0  | 15 | 0     | 244 | 375 | 0.651 |

| Date             | Lieu   | Match                   | Résultat | Sets  | Sets  | Sets  | Sets  | Sets | Total Points | Rapport   |
| Date             | Lieu   | Match                   | Résultat | 1     | 2     | 3     | 4     | 5    | Total Points | Rapport   |
| ---------------- | ------ | ----------------------- | -------- | ----- | ----- | ----- | ----- | ---- | ------------ | --------- |
| 24.09.22 à 19:30 | Arnhem | États-Unis - Kazakhstan | 3 - 0    | 25-16 | 25-13 | 25-22 | –     | –    | 75-51        | RapportP2 |
| 25.09.22 à 19:00 | Arnhem | Allemagne - Bulgarie    | 3 - 1    | 25-22 | 21-25 | 25-23 | 25-21 | –    | 96-91        | RapportP2 |
| 25.09.22 à 20:00 | Arnhem | Serbie - Canada         | 3 - 0    | 25-23 | 25-16 | 25-20 | –     | –    | 75-59        | RapportP2 |
| 26.09.22 à 15:30 | Arnhem | Allemagne - Kazakhstan  | 3 - 0    | 25–15 | 25–18 | 25–21 | –     | –    | 75–54        | RapportP2 |
| 26.09.22 à 16:00 | Arnhem | Serbie - Bulgarie       | 3 - 2    | 25–21 | 22–25 | 25–27 | 25–21 | 15–9 | 112–103      | RapportP2 |
| 26.09.22 à 21:00 | Arnhem | États-Unis - Canada     | 3 - 0    | 25–19 | 26–24 | 25–15 | –     | –    | 76–58        | RapportP2 |
| 29.09.22 à 13:00 | Łódź   | Canada - Kazakhstan     | 3 - 0    | 25–14 | 25–16 | 25–11 | –     | –    | 75–41        | RapportP2 |
| 29.09.22 à 16:00 | Łódź   | Serbie - Allemagne      | 3 - 0    | 25–23 | 25–22 | 25–23 | –     | –    | 75–68        | RapportP2 |
| 29.09.22 à 19:00 | Łódź   | États-Unis - Bulgarie   | 3 - 1    | 25–14 | 23–25 | 25–11 | 25–15 | –    | 98–65        | RapportP2 |
| 30.09.22 à 13:00 | Łódź   | Serbie - Kazakhstan     | 3 - 0    | 25–13 | 25–17 | 25–10 | –     | –    | 75–40        | RapportP2 |
| 30.09.22 à 16:00 | Łódź   | Bulgarie - Canada       | 1 - 3    | 21–25 | 27–25 | 20–25 | 15–25 | –    | 83–100       | RapportP2 |
| 30.09.22 à 19:00 | Łódź   | États-Unis - Allemagne  | 3 - 0    | 25–17 | 25–13 | 26–24 | –     | –    | 76–54        | RapportP2 |
| 01.10.22 à 13:00 | Łódź   | Bulgarie - Kazakhstan   | 3 - 0    | 25–18 | 25–22 | 25–18 | –     | –    | 75–58        | RapportP2 |
| 01.10.22 à 16:00 | Łódź   | Allemagne - Canada      | 2 - 3    | 25–12 | 26–24 | 23–25 | 18–25 | 9–15 | 101–101      | RapportP2 |
| 01.10.22 à 19:00 | Łódź   | États-Unis - Serbie     | 0 - 3    | 20–25 | 23–25 | 13–25 | –     | –    | 56–75        | RapportP2 |

#### Poule D
| # | Équipe    | Pts | J | G | Gt | Pt | P | Sp | Sc | Ratio | Pp  | Pc  | Ratio |
| 1 | Chine     | 12  | 5 | 4 | 0  | 0  | 1 | 13 | 3  | 4.333 | 395 | 352 | 1.122 |
| 2 | Japon     | 12  | 5 | 4 | 0  | 0  | 1 | 12 | 4  | 3     | 338 | 327 | 1.034 |
| 3 | Brésil    | 12  | 5 | 4 | 0  | 0  | 1 | 13 | 5  | 2.6   | 431 | 356 | 1.211 |
| 4 | Argentine | 5   | 5 | 1 | 1  | 0  | 3 | 6  | 12 | 0.5   | 377 | 413 | 0.913 |
| 5 | Tchéquie  | 3   | 5 | 1 | 0  | 0  | 4 | 5  | 13 | 0.385 | 375 | 422 | 0.889 |
| 6 | Colombie  | 1   | 5 | 0 | 0  | 1  | 4 | 3  | 15 | 0.2   | 335 | 430 | 0.779 |

| Date             | Lieu   | Match                | Résultat | Sets  | Sets  | Sets  | Sets  | Sets | Total Points | Rapport   |
| Date             | Lieu   | Match                | Résultat | 1     | 2     | 3     | 4     | 5    | Total Points | Rapport   |
| ---------------- | ------ | -------------------- | -------- | ----- | ----- | ----- | ----- | ---- | ------------ | --------- |
| 24.09.22 à 20:30 | Arnhem | Brésil - Tchéquie    | 3 - 1    | 25-20 | 25-16 | 22-25 | 25-18 | –    | 97-79        | RapportP2 |
| 25.09.22 à 14:00 | Arnhem | Chine - Argentine    | 3 - 0    | 25-23 | 25-22 | 25-20 | –     | –    | 75-65        | RapportP2 |
| 25.09.22 à 14:15 | Arnhem | Japon - Colombie     | 3 - 0    | 25–20 | 25–22 | 25–17 | –     | –    | 75–59        | RapportP2 |
| 26.09.22 à 14:15 | Arnhem | Japon - Tchéquie     | 3 - 0    | 25–15 | 25–20 | 25–12 | –     | –    | 75–47        | RapportP2 |
| 26.09.22 à 18:30 | Arnhem | Brésil - Argentine   | 3 - 0    | 25–19 | 25–13 | 25–21 | –     | –    | 75–53        | RapportP2 |
| 27.09.22 à 14:00 | Arnhem | Chine - Colombie     | 3 - 0    | 25–16 | 25–21 | 25–16 | –     | –    | 75–53        | RapportP2 |
| 28.09.22 à 14:15 | Arnhem | Chine - Japon        | 3 - 0    | 28–26 | 25–17 | 29-27 | –     | –    | 82–70        | RapportP2 |
| 28.09.22 à 15:00 | Arnhem | Brésil - Colombie    | 3 - 0    | 25–14 | 25–12 | 25–20 | –     | –    | 75–46        | RapportP2 |
| 28.09.22 à 18:00 | Arnhem | Argentine - Tchéquie | 3 - 1    | 25–20 | 20–25 | 25–22 | 25–22 | –    | 95–89        | RapportP2 |
| 30.09.22 à 14:00 | Arnhem | Chine - Tchéquie     | 3 - 0    | 25–19 | 25–22 | 27–25 | –     | –    | 77–66        | RapportP2 |
| 30.09.22 à 14:15 | Arnhem | Brésil - Japon       | 1 - 3    | 22–25 | 19–25 | 25–17 | 20–25 | –    | 86–92        | RapportP2 |
| 30.09.22 à 18:00 | Arnhem | Colombie - Argentine | 2 - 3    | 25–19 | 17–25 | 29–27 | 20–25 | 8–15 | 99–111       | RapportP2 |
| 01.10.22 à 14:00 | Arnhem | Brésil - Chine       | 3 - 1    | 23–25 | 25–17 | 25–22 | 25–22 | –    | 98–86        | RapportP2 |
| 01.10.22 à 18:00 | Arnhem | Colombie - Tchéquie  | 1 - 3    | 22–25 | 13–25 | 25–19 | 18–25 | –    | 78–94        | RapportP2 |
| 02.10.22 à 14:15 | Arnhem | Japon - Argentine    | 3 - 0    | 25–17 | 25–19 | 25–17 | –     | –    | 75–53        | RapportP2 |

### Deuxième tour

#### Poule E
| # | Équipe     | Pts | J | G | Gt | Pt | P | Sp | Sc | Ratio | Pp  | Pc  | Ratio |
| 1 | Italie     | 25  | 9 | 8 | 0  | 1  | 0 | 26 | 6  | 4.333 | 783 | 627 | 1.249 |
| 2 | Brésil     | 23  | 9 | 7 | 1  | 0  | 1 | 25 | 8  | 3.125 | 793 | 631 | 1.257 |
| 3 | Japon      | 21  | 9 | 7 | 0  | 0  | 2 | 22 | 8  | 2.75  | 707 | 628 | 1.126 |
| 4 | Chine      | 20  | 9 | 6 | 1  | 0  | 2 | 22 | 8  | 2.75  | 712 | 642 | 1.109 |
| 5 | Belgique   | 15  | 9 | 5 | 0  | 0  | 4 | 18 | 13 | 1.385 | 708 | 667 | 1.061 |
| 6 | Pays-Bas   | 13  | 9 | 4 | 0  | 1  | 4 | 16 | 17 | 0.941 | 733 | 680 | 1.078 |
| 7 | Porto Rico | 9   | 9 | 3 | 0  | 0  | 6 | 10 | 20 | 0.5   | 616 | 690 | 0.893 |
| 8 | Argentine  | 5   | 9 | 1 | 1  | 0  | 7 | 8  | 24 | 0.333 | 644 | 755 | 0.853 |

| Date             | Lieu      | Match                  | Résultat | Sets  | Sets  | Sets  | Sets  | Sets  | Total Points | Rapport   |
| Date             | Lieu      | Match                  | Résultat | 1     | 2     | 3     | 4     | 5     | Total Points | Rapport   |
| ---------------- | --------- | ---------------------- | -------- | ----- | ----- | ----- | ----- | ----- | ------------ | --------- |
| 04.10.22 à 14:00 | Rotterdam | Japon - Belgique       | 3 - 1    | 21–25 | 25–20 | 25–16 | 25–22 | –     | 96–83        | RapportP2 |
| 04.10.22 à 17:00 | Rotterdam | Italie - Brésil        | 2 - 3    | 20–25 | 25–22 | 25–22 | 21–25 | 15–17 | 106–111      | RapportP2 |
| 04.10.22 à 20:00 | Rotterdam | Pays-Bas - Argentine   | 3 - 1    | 22–25 | 25–18 | 25–12 | 25–13 | –     | 97–68        | RapportP2 |
| 05.10.22 à 14:00 | Rotterdam | Italie - Japon         | 3 - 1    | 20–25 | 25–20 | 25–14 | 25–15 | –     | 95–74        | RapportP2 |
| 05.10.22 à 17:00 | Rotterdam | Chine - Porto Rico     | 3 - 0    | 25–15 | 25–19 | 25–21 | –     | –     | 75–55        | RapportP2 |
| 05.10.22 à 20:00 | Rotterdam | Belgique - Argentine   | 3 - 0    | 25–16 | 25–23 | 25–23 | –     | –     | 75–62        | RapportP2 |
| 06.10.22 à 15:00 | Rotterdam | Brésil - Porto Rico    | 3 - 0    | 25–11 | 25–13 | 25–15 | –     | –     | 75–39        | RapportP2 |
| 06.10.22 à 20:00 | Rotterdam | Chine - Pays-Bas       | 3 - 2    | 22–25 | 25–21 | 25–15 | 18–25 | 15–12 | 105–98       | RapportP2 |
| 07.10.22 à 14:00 | Rotterdam | Japon - Porto Rico     | 3 - 0    | 25–16 | 25–19 | 25–21 | –     | –     | 75–56        | RapportP2 |
| 07.10.22 à 20:00 | Rotterdam | Italie - Argentine     | 3 - 0    | 25–19 | 25–18 | 25–17 | –     | –     | 75–54        | RapportP2 |
| 08.10.22 à 14:00 | Rotterdam | Brésil - Pays-Bas      | 3 - 0    | 25–19 | 25–19 | 25–20 | –     | –     | 75–58        | RapportP2 |
| 08.10.22 à 17:00 | Rotterdam | Italie - Chine         | 3 - 0    | 26–24 | 25–16 | 25–20 | –     | –     | 76–60        | RapportP2 |
| 08.10.22 à 20:00 | Rotterdam | Brésil - Belgique      | 3 - 1    | 26–28 | 25–17 | 25–11 | 25–16 | –     | 101–72       | RapportP2 |
| 09.10.22 à 13:00 | Rotterdam | Chine - Belgique       | 3 - 0    | 25–18 | 25–18 | 27–25 | –     | –     | 77–61        | RapportP2 |
| 09.10.22 à 16:00 | Rotterdam | Japon - Pays-Bas       | 3 - 0    | 25–23 | 25–23 | 25–21 | –     | –     | 75–67        | RapportP2 |
| 09.10.22 à 19:00 | Rotterdam | Porto Rico - Argentine | 3 - 1    | 20–25 | 25–15 | 25–20 | 25–23 | –     | 95–83        | RapportP2 |

#### Poule F
| # | Équipe                 | Pts | J | G | Gt | Pt | P | Sp | Sc | Ratio | Pp  | Pc  | Ratio |
| 1 | Serbie                 | 26  | 9 | 8 | 1  | 0  | 0 | 27 | 2  | 13.5  | 714 | 570 | 1.253 |
| 2 | États-Unis             | 20  | 9 | 6 | 1  | 0  | 2 | 21 | 11 | 1.909 | 745 | 652 | 1.143 |
| 3 | Turquie                | 17  | 9 | 4 | 2  | 1  | 2 | 21 | 13 | 1.615 | 775 | 699 | 1.109 |
| 4 | Pologne                | 17  | 9 | 4 | 2  | 1  | 2 | 21 | 14 | 1.5   | 792 | 720 | 1.1   |
| 5 | Canada                 | 14  | 9 | 3 | 2  | 1  | 3 | 17 | 18 | 0.944 | 767 | 741 | 1.035 |
| 6 | République dominicaine | 15  | 9 | 4 | 0  | 3  | 2 | 19 | 17 | 1.118 | 789 | 764 | 1.033 |
| 7 | Thaïlande              | 11  | 9 | 2 | 2  | 1  | 4 | 16 | 19 | 0.842 | 757 | 769 | 0.984 |
| 8 | Allemagne              | 11  | 9 | 3 | 0  | 2  | 4 | 14 | 20 | 0.7   | 735 | 767 | 0.958 |

| Date             | Lieu | Match                               | Résultat | Sets  | Sets  | Sets  | Sets  | Sets  | Total Points | Rapport   |
| Date             | Lieu | Match                               | Résultat | 1     | 2     | 3     | 4     | 5     | Total Points | Rapport   |
| ---------------- | ---- | ----------------------------------- | -------- | ----- | ----- | ----- | ----- | ----- | ------------ | --------- |
| 04.10.22 à 15:00 | Łódź | Thaïlande - Canada                  | 1 - 3    | 19–25 | 21–25 | 25–23 | 22–25 | –     | 87–98        | RapportP2 |
| 04.10.22 à 17:30 | Łódź | États-Unis - République dominicaine | 3 - 1    | 21–25 | 25–19 | 25–20 | 25–14 | –     | 96–78        | RapportP2 |
| 04.10.22 à 19:00 | Łódź | Turquie - Allemagne                 | 3 - 0    | 25–21 | 25–18 | 25–21 | –     | –     | 75–59        | RapportP2 |
| 04.10.22 à 20:30 | Łódź | Serbie - Pologne                    | 3 - 0    | 26–24 | 25–22 | 25–18 | –     | –     | 76–64        | RapportP2 |
| 05.10.22 à 15:00 | Łódź | Thaïlande - Allemagne               | 1 - 3    | 19–25 | 22–25 | 25–18 | 23–25 | –     | 89–93        | RapportP2 |
| 05.10.22 à 17:30 | Łódź | Turquie - Canada                    | 3 - 0    | 25–22 | 26–24 | 28–26 | –     | –     | 79–72        | RapportP2 |
| 05.10.22 à 19:00 | Łódź | Serbie - République dominicaine     | 3 - 0    | 26–24 | 25–20 | 25–17 | –     | –     | 76–61        | RapportP2 |
| 05.10.22 à 20:30 | Łódź | États-Unis - Pologne                | 0 - 3    | 23–25 | 20–25 | 18–25 | –     | –     | 61–75        | RapportP2 |
| 07.10.22 à 15:00 | Łódź | Serbie - Thaïlande                  | 3 - 0    | 25–23 | 25–17 | 25–15 | –     | –     | 75–55        | RapportP2 |
| 07.10.22 à 17:30 | Łódź | États-Unis - Turquie                | 3 - 1    | 25–22 | 21–25 | 25–20 | 25–22 | –     | 96–89        | RapportP2 |
| 07.10.22 à 19:00 | Łódź | République dominicaine - Allemagne  | 3 - 1    | 19–25 | 25–18 | 25–22 | 25–18 | –     | 94–83        | RapportP2 |
| 07.10.22 à 20:30 | Łódź | Pologne - Canada                    | 3 - 2    | 25–18 | 19–25 | 16–25 | 25–23 | 15–5  | 100-96       | RapportP2 |
| 08.10.22 à 15:00 | Łódź | États-Unis - Thaïlande              | 3 - 2    | 23–25 | 21–25 | 25–19 | 27–25 | 15–13 | 111–107      | RapportP2 |
| 08.10.22 à 17:30 | Łódź | Serbie - Turquie                    | 3 - 0    | 25–20 | 25–21 | 25–23 | –     | –     | 75–64        | RapportP2 |
| 08.10.22 à 19:00 | Łódź | République dominicaine - Canada     | 2 - 3    | 25–18 | 23–25 | 17–25 | 27–25 | 7–15  | 99–108       | RapportP2 |
| 08.10.22 à 20:30 | Łódź | Pologne - Allemagne                 | 3 - 2    | 26–24 | 20–25 | 25–18 | 26–28 | 15–10 | 112–105      | RapportP2 |

### Phase finale
|  | Quarts de finale            | Quarts de finale            |                             |                             | Demi-finales                | Demi-finales                |   |  | Finale                      | Finale                      |
|  | Quarts de finale            | Quarts de finale            |                             |                             | Demi-finales                | Demi-finales                |   |  | Finale                      | Finale                      |
|  |                             |                             |                             |                             |                             |                             |   |  |                             |                             |
|  | 11.10.22 à 17:00, Apeldoorn | 11.10.22 à 17:00, Apeldoorn |                             |                             | 13.10.22 à 20:00, Apeldoorn | 13.10.22 à 20:00, Apeldoorn |   |  | 15.10.22 à 20:00, Apeldoorn | 15.10.22 à 20:00, Apeldoorn |
|  | 11.10.22 à 17:00, Apeldoorn | 11.10.22 à 17:00, Apeldoorn |                             |                             | 13.10.22 à 20:00, Apeldoorn | 13.10.22 à 20:00, Apeldoorn |   |  | 15.10.22 à 20:00, Apeldoorn | 15.10.22 à 20:00, Apeldoorn |
|  | Italie                      | 3                           |                             |                             | 13.10.22 à 20:00, Apeldoorn | 13.10.22 à 20:00, Apeldoorn |   |  | 15.10.22 à 20:00, Apeldoorn | 15.10.22 à 20:00, Apeldoorn |
|  | Italie                      | 3                           |                             |                             | 13.10.22 à 20:00, Apeldoorn | 13.10.22 à 20:00, Apeldoorn |   |  | 15.10.22 à 20:00, Apeldoorn | 15.10.22 à 20:00, Apeldoorn |
|  | Chine                       | 1                           |                             |                             | 13.10.22 à 20:00, Apeldoorn | 13.10.22 à 20:00, Apeldoorn |   |  | 15.10.22 à 20:00, Apeldoorn | 15.10.22 à 20:00, Apeldoorn |
|  | Chine                       | 1                           | Italie                      | 1                           |                             |                             |   |  | 15.10.22 à 20:00, Apeldoorn | 15.10.22 à 20:00, Apeldoorn |
|  | 11.10.22 à 20:00, Apeldoorn |                             | Italie                      | 1                           |                             |                             |   |  | 15.10.22 à 20:00, Apeldoorn | 15.10.22 à 20:00, Apeldoorn |
|  |                             | Brésil                      | 3                           |                             |                             |                             |   |  | 15.10.22 à 20:00, Apeldoorn | 15.10.22 à 20:00, Apeldoorn |
|  | Brésil                      | Brésil                      | 3                           | 3                           |                             |                             |   |  | 15.10.22 à 20:00, Apeldoorn | 15.10.22 à 20:00, Apeldoorn |
|  | Brésil                      |                             |                             | 3                           |                             |                             |   |  | 15.10.22 à 20:00, Apeldoorn | 15.10.22 à 20:00, Apeldoorn |
|  | Japon                       | 2                           |                             |                             |                             |                             |   |  | 15.10.22 à 20:00, Apeldoorn | 15.10.22 à 20:00, Apeldoorn |
|  | Japon                       | 2                           | Brésil                      | 0                           |                             |                             |   |  |                             |                             |
|  | 11.10.22 à 20:30, Gliwice   |                             | Brésil                      | 0                           |                             |                             |   |  |                             |                             |
|  |                             | Serbie                      | 3                           |                             |                             |                             |   |  |                             |                             |
|  | Serbie                      | Serbie                      | 3                           | 3                           |                             |                             |   |  |                             |                             |
|  | Serbie                      | 12.10.22 à 20:30, Gliwice   |                             | 3                           |                             |                             |   |  |                             |                             |
|  | Pologne                     | 2                           |                             |                             |                             |                             |   |  |                             |                             |
|  | Pologne                     | 2                           | Serbie                      | 3                           |                             |                             |   |  |                             |                             |
|  | 11.10.22 à 17:30, Gliwice   | 11.10.22 à 17:30, Gliwice   | Serbie                      | 3                           | Match pour la 3e place      | Match pour la 3e place      |   |  |                             |                             |
|  | 11.10.22 à 17:30, Gliwice   | 11.10.22 à 17:30, Gliwice   |                             | États-Unis                  | Match pour la 3e place      | Match pour la 3e place      | 1 |  |                             |                             |
|  | États-Unis                  | 3                           | 15.10.22 à 16:00, Apeldoorn | 15.10.22 à 16:00, Apeldoorn |                             |                             | 1 |  |                             |                             |
|  | États-Unis                  | 3                           | 15.10.22 à 16:00, Apeldoorn | 15.10.22 à 16:00, Apeldoorn |                             |                             |   |  |                             |                             |
|  | Turquie                     | 0                           |                             | Italie                      | 3                           |                             |   |  |                             |                             |
|  | Turquie                     | 0                           |                             | Italie                      | 3                           |                             |   |  |                             |                             |
|  |                             |                             |                             |                             |                             |                             |   |  | États-Unis                  | 0                           |
|  |                             |                             |                             |                             |                             |                             |   |  | États-Unis                  | 0                           |

## Classement final
| Place                     | Équipe                 |
| ------------------------- | ---------------------- |
| Médaille d'or, monde      | Serbie                 |
| Médaille d'argent, monde  | Brésil                 |
| Médaille de bronze, monde | Italie                 |
| 4                         | États-Unis             |
| 5                         | Japon                  |
| 6                         | Chine                  |
| 7                         | Pologne                |
| 8                         | Turquie                |
| 9                         | Belgique               |
| 10                        | Canada                 |
| 11                        | République dominicaine |
| 12                        | Pays-Bas               |
| 13                        | Thaïlande              |
| 14                        | Allemagne              |
| 15                        | Porto Rico             |
| 16                        | Argentine              |
| 17                        | Bulgarie               |
| 18                        | Tchéquie               |
| 19                        | Kenya                  |
| 20                        | Corée du Sud           |
| 21                        | Colombie               |
| 22                        | Croatie                |
| 23                        | Kazakhstan             |
| 24                        | Cameroun               |

| Championnat du monde féminin 2022 |
| --------------------------------- |
| 2ème titre                        |

| Composition de l'équipe de Serbie |
| Milena Rašić, Brankica Mihajlović, Jovana Brakočević, Sanja Malagurski, Nataša Krsmanović, Ana Antonijević, Tijana Malešević, Jelena Nikolić (c), Brižitka Molnar, Bojana Živković, Ana Bjelica, Suzana Ćebić, Maja Ognjenović, Jovana Vesović, Stefana Veljković, Dragana Marinković |
| Entraineur |
| Zoran Terzić |

## Récompenses
- Meilleure joueuse :  Tijana Bošković
- Meilleure passeuse :  Bojana Drča
- Meilleures réceptionneuses-attaquantes :  Gabriela Guimarães,  Miriam Sylla
- Meilleures centrales :  Ana Carolina da Silva,  Anna Danesi
- Meilleure attaquante :  Tijana Bošković
- Meilleure libero :  Teodora Pušić